# Léchelle (Sekwana i Marna)
Léchelle – miejscowość i gmina we Francji, w regionie Île-de-France, w departamencie Sekwana i Marna.
Według danych na rok 1990 gminę zamieszkiwało 490 osób, a gęstość zaludnienia wynosiła 22 osób/km² (wśród 1287 gmin regionu Île-de-France Léchelle plasuje się na 816. miejscu pod względem liczby ludności, natomiast pod względem powierzchni na miejscu 56.).